# 京急開発
京急開発株式会社（けいきゅうかいはつ、英: KEIKYUKAIHATSU Co., Ltd.）は、京急グループのレジャー施設運営会社。ボートレース、不動産、レジャーの3部門において事業を運営している。

## 主な施設

### ボートレース事業
- ボートレース平和島（BOAT RACE平和島）･･･東京都大田区平和島にあるボートレース場

### 不動産賃貸事業
- BIG FUN 平和島 - 複合商業ビル
- 横浜イーストスクエア - 賃貸オフィスビル
- 上大岡京急百貨店ビル
- 別荘地販売 - 京急不動産との共同事業
- 平和島物流センタ - NTTロジスコとの共同事業

### レジャー事業
- 天然温泉 平和島
- 黒湯天然温泉 みうら湯（弘明寺）
- 平和島スターボウル

### 関連会社による施設運営
京急伊豆開発
- 伊豆長岡温泉京急ホテル

京急ロイヤルフーズ
フードテラスピースター
- 吉野家鶴見西口店
- みうら湯内の飲食店「みうら亭」
- KITCHEN ROMA

施設運営はフランチャイズも含む。

## 沿革
- 1934年（昭和9年）12月12日 「株式会社大宮八幡園」として設立。当時は杉並区大宮の大宮八幡神社（現・大宮八幡宮）の隣接地（現在の和田堀公園）で、プールや貸しボートなどを備えた遊園地を経営していた[2]。東京横浜電鉄も出資し、同社の関係会社でもあった。しかし太平洋戦争の戦禍のため施設の大半を焼失する。
- 1952年（昭和27年）
  - 6月27日　「株式会社武蔵水園」に社名を変更[2]。和田堀公園で競艇場の設置を目指すが頓挫。
  - 12月10日 「東京水上レクリエーション株式会社」に社名を変更[2]。大田区平和島に拠点を移し、大田区協力の下、同地で競艇場の設置を目指す。
- 1953年（昭和28年）5月10日 「大森水上レクリエーション株式会社」に再度社名を変更[2]。
- 1954年（昭和29年）
  - 1月19日 京急グループの傘下となる[3]。
  - 6月5日 大森競走場（現・ボートレース平和島）オープン。
- 1957年（昭和32年）5月15日 「株式会社平和嶋」に社名を変更[2]。
- 1981年（昭和56年）1月1日 社名を現在の「京急開発株式会社」とする[4]。